# Abteilung Ostrechtsforschung der Universität Hamburg
Die Abteilung für Ostrechtsforschung der Juristischen Fakultät der Universität Hamburg war die älteste einer Reihe von ähnlichen Gründungen in den 1950er- und 1960er-Jahren z. B. an der Universität Kiel und der Universität Köln, die sich mit dem Recht Osteuropas beschäftigen. Sie ging 1953 aus dem Seminar für deutsche und nordische Rechtsgeschichte hervor und existierte von 1953 bis 2008.

## Geschichte

### Gründung und Aufbau
Von 1953 bis zu seinem Tod im Jahr 1985 leitete Georg Geilke die von ihm gegründete Abteilung Ostrechtsforschung und baute eine umfangreiche Bibliothek auf. Bis in die 1980er-Jahre umfasste sie über 30.000 Einheiten. Wegen der Größe dieser Bibliothek waren die Räume der Abteilung zunächst in der Moorweidenstr. 15 und später – bis 2006 – in der Moorweidenstr. 18 beheimatet. Ebenfalls begründete er die wissenschaftliche Zeitung WGO Monatshefte für Osteuropäisches Recht, die eines der zentralen Medien auf dem Gebiet wurde. Seine persönliche Expertise betraf vor allem die Sowjetunion und Polen – auch aufgrund seines Studiums in Breslau noch während des Krieges.

### 1980er-Jahre
Günther Tontsch begann seine Tätigkeit 1984 und übernahm dort vor allem die Redaktion der WGO Monatshefte für Osteuropäisches Recht, die er bis zu seinem Tod 2007 fortführte. Er erweiterte die fachliche Ausrichtung der Abteilung auf die Länder des Balkans sowie Ungarn und Rumänien. 1985 übernahm er die Leitung der Abteilung und löste hier in Zeiten der Haushaltskürzungen Ende der 1980er-Jahre drei wesentliche Herausforderungen: Zum einen stellte er die Finanzierung der Zeitschrift und der Abteilung durch die Einwerbung von Drittmitteln u. a. durch die VW-Stiftung dauerhaft sicher, des Weiteren behielt er fachlich inmitten der unübersichtlichen Lage rund um die Revolutionen und Staatsgründungen in Osteuropa zwischen 1989 und 1991 den Überblick, und schließlich gelang es ihm, die Neubesetzung der vakanten Professur von Georg Geilke durchzusetzen – ohne jedoch selber Ambitionen auf die Stelle zu haben. Schon 1985 hatte sich Otto Luchterhandt, der Tontsch aus einer gemeinsamen Zeit in Köln kannte, für die Nachfolge von Georg Geilke interessiert. Die Stelle wurde aber erst 1991 nach langjährigen Bemühung durch Günther H. Tontsch von der Universität endgültig genehmigt, und Otto Luchterhandt bekam die Position schließlich.

### Schließung der Abteilung 2008
Die Rahmenbedingungen hätten 1991 für das Thema Ostrecht kaum besser sein können: Die Investitionen der Wirtschaft in Osteuropa vervierfachten sich in den 1990er Jahren, jedes Jahr strömten nach dem Fall des Eisernen Vorhangs ca. 1 Mio. Einwanderer nach Deutschland – vornehmlich aus Osteuropa. Somit gab es gleichzeitig hohes Interesse der Wirtschaft an dem Thema, zahlreiche wissenschaftliche Talente, die nach Deutschland kamen und viel Bedarf deutscher Gerichte an Informationen z. B. zum Erb-, Scheidungs- und Unterhaltsrecht im Heimatland der zahlreichen Eingewanderten. Die mit der Neubesetzung verbundenen Erwartungen an eine Wiederbelebung von Lehre und Forschung blieben jedoch weitgehend unerfüllt. Dadurch begann Mitte der 1990er Jahre trotz der günstigen Rahmenbedingungen der schleichende Bedeutungsverlust der Abteilung. Dies erfolgte trotz der Arbeiten von Magdalena Pajor-Bytomski, die seit 1989 bis zu ihrer Pensionierung 2020 wissenschaftliche Leiterin der Bibliothek war und die in Deutschland und Ungarn Werke zum ungarischen Zivil-, Gesellschafts-, Handels- und Arbeitsrecht veröffentlichte. Als 2007 dann nach kurzer schwerer Krankheit Günther H. Tontsch starb, fand sich niemand, der die Zeitschrift fortführte. Ohne die zentrale wissenschaftliche Publikation und die damit einhergehende Finanzierung der Abteilung blieb der Universität letztlich keine andere Wahl, als die Abteilung 2008 zu schließen. 

### Zeit nach der Schließung
Bereits 2006 wurde die Abteilung und die Bibliothek in das Rechtshaus in die Rothenbaumchaussee 33 umgezogen und in den dortigen Bestand integriert, wo sie sich noch heute befindet. Die Professur von Otto Luchterhandt blieb der Universität nach Schließung der Abteilung ebenfalls noch bis zu seiner Emeritierung erhalten und wurde dann nicht neu besetzt. Magdalena Pajor-Bytomski leitete bis zu ihrer Pensionierung 2020 die Bibliothek weiter.

## Forschung und Veröffentlichungen

### Bibliothek
Neben der Größe und thematischen Breite lag die Bedeutung der Bibliothek vor allem in dem dort aufgebauten Zentralkatalog für Osteuropäisches Schrifttum. Diese wurde 1966 sogar zur zentralen Auskunftsstelle aller Länder des Europarates erklärt.

### WGO Monatshefte für Osteuropäisches Recht
Inhalt des wissenschaftlichen Fachjournals waren die wichtigsten Gesetzgebungsakte in den Ländern Ost-, Südosteuropas und in den ostasiatischen Volksdemokraten. Es erschien ab 1958 im 2-monatlichen Rhythmus und wurde 2007 eingestellt. Im Laufe der Jahrzehnte wurde es u. a. durch die Robert-Bosch-Stiftung, die Fritz Thyssen Stiftung, die Hamburgische Wissenschaftliche Stiftung sowie die Edmund Siemers-Stiftung, finanziell gefördert. In Zeiten des Kalten Krieges erlaubte es vor allem der Tausch von Exemplaren dieser Zeitschrift gegen Bücher aus ganz Osteuropa, die Bibliothek mit wichtigen Werken zu versorgen, ohne dass eine der tauschenden Seiten finanzielle Mittel einsetzen musste.

### Auswahl wichtiger Veröffentlichungen durch Mitarbeiter der Abteilung Ostrechtsforschung
- Das Staatsangehörigkeitsrecht der Sowjetunion. – Georg Geilke 1964
- Einführung in das Sowjetrecht. – Georg Geilke 1966
- Der Polnische Strafkodex. – Georg Geilke 1969
- Einführung in das Recht der Bulgarischen Volksrepublik. – Georg Geilke und Christa Jessel-Holst 1974
- Das Verhältnis von Partei und Staat in Rumänien: Kontinuität und Wandel. – Günther H. Tontsch 1985
- Der Minderheitenschutz in Ungarn und in Rumänien. – Georg Brunner und Günther H. Tontsch 1995
- Nationale Minderheiten und Loyalität. – Otto Luchterhand 1997
- Arbeitsrecht in Ungarn. Leitfaden Taschenbuch – Magdalena Pajor-Bytomski 1998
- Die Gestaltung von Gesellschaftsverträgen nach ungarischem Recht. – Magdalena Pajor-Bytomski, 1997
- Gesellschaftsrecht in Ungarn. – Magdalena Pajor-Bytomski, 1. Auflage 1994, 2. Auflage 2001

## Belege
1. ↑  Carmen Schmidt: Die Ostrechtsforschung in Deutschland. (PDF) Abgerufen am 20. Juni 2019.
2. ↑  Universität Hamburg: Personenverzeichnis. Abgerufen am 22. Juni 2019.
3. ↑  Universität Hamburg: Rechtswissenschaften – Personenverzeichnis. Abgerufen am 22. Juni 2019.
4. ↑  Organisationskomitee des Europarates: Beschluss des Organisationskomitees des Europarates zur Koordinierung der Osteuropaforschung vom 08.12.1966. In: Bulletin zur Osteuropaforschung. Band 1, Nr. 19, 1968.